# La scuola degli orrori
La scuola degli orrori (Return to Horror High) è un film del 1987 diretto da Bill Froehlich e con protagonista George Clooney, qui al suo debutto cinematografico.

## Trama
In una scuola superiore avvengono dei misteriosi omicidi irrisolti, mesi dopo questi fatti un regista con la sua troupe decide di girare un documentario sugli omicidi, ma l'assassino è ancora nell'ombra.